# Stârcu, Cluj
Stârcu este un sat în comuna Ceanu Mare din județul Cluj, Transilvania, România.
În sat mai trăiesc acum doar două familii.